# Teratologie
Teratologie je interdisciplinární vědní obor, který se zabývá vývojovými vadami člověka, stejně jako ostatních živých organismů. Studuje mechanizmus vzniku vad (teratogenezi) a zkoumá jaká vnější agens (teratogeny) takový proces vzniku vad spouštějí. Vývojové vady představují hrubé odchylky od normální stavby těla či jednotlivých orgánů a tkání, které vznikly během prenatálního vývoje a mohou se projevit funkčními poruchami.
Letální vývojové vady jsou neslučitelné se životem. V případě, že vývojová vada nevedla k eliminaci plodu či zárodku, je při narození nesena novorozencem jako vrozená vývojová vada. Termín „vrozená“ vyjadřuje existenci vady v momentu narození. Prevalence vad způsobených pouze exogenními vlivy, teratogeny, činí u novorozenců přibližně 0,2–0,4 %.

## Název a historie
Název pochází z řeckého teras, teratos, což znamená zrůdu, obludu. Nápadné vývojové vady přitahovaly lidskou pozornost patrně odjakživa, už ze starověku pocházejí popisy různých případů. Plinius starší označil vadné organismy jako „hříčky přírody“ a od 16. století vznikaly sbírky exemplářů vadného vývoje. Francouzský chirurg Ambroise Paré ve spise, vydaném roku 1573, rozlišuje různé příčiny vzniku vývojových vad, například dědičnost, mechanické poškození nebo onemocnění plodu.
Na vědecký základ postavili teratologii francouzští zoologové Étienne a Isidore Geoffroy Saint-Hilaire a německý anatom Johann Friedrich Meckel. Zatímco starší teratologie zkoumala vznik vývojových vad na různě poškozených například kuřecích zárodcích, moderní teratologie využívá hlavně technik molekulární genetiky. Překrývá se tak s jinými vědami, jako je vývojová biologie, embryologie a genetika. Zhruba do poloviny 20. století převládal názor, že hlavní příčinou vývojových vad je dědičnost, od té doby se pozornost soustředila hlavně na vnější vlivy a činitele, pokud na organismus působí v kritických obdobích jeho vývoje.
V roce 1929 Goldstein s Murphym prokázali teratogenní účinek ionizujícího záření na člověka. Roku 1941 byla objevena souvislost mezi zarděnkami v těhotenství a výskytem vývojových vad. K rozvoji teratologie přispěl tragický příběh s uklidňujícím prostředkem Conterganem. Po deseti letech podávání ve 46 zemích se roku 1961 ukázalo, že jeho účinná látka thalidomid je pro lidské embryo významný teratogen a narodilo se asi 8 tisíc dětí s chybějícími končetinami a podobně.

## Kategorie teratogenů
Teratogeny, jakožto vnější faktory indukující proces vedoucí ke vzniku vývojových vad, mají povahu biologickou, fyzikální či chemickou:
- Jedovaté látky, ať už podávané jako léky nebo obsažené v prostředí.
- Infekce způsobené viry, bakteriemi, prvoky a další choroby matky.
- Ionizující záření.
- Nedostatek určitých živin (například kyseliny listové) v těhotenství.
- Fyzické omezení, například nedostatek plodové vody.
- Užívání alkoholu v těhotenství.